# 電通総研
株式会社電通総研（でんつうそうけん、英: DENTSU SOKEN INC.）は、東京都港区に本社を置く電通グループのシンクタンク。JPX日経インデックス400の構成銘柄の一つ。
2024年1月1日、グループ再編に伴い、旧商号の電通国際情報サービス（英: Information Services International-Dentsu, Ltd.〈ISID〉）から変更。企業ビジョンとして「HUMANOLOGY for the future～人とテクノロジーで、その先をつくる。～」を定めている。

## 概要
電通と外資企業との合弁会社として設立、コンピューターネットワークによる遠隔情報処理サービスを主業務としていた。現在は、「システムインテグレーション」「コンサルティング」「シンクタンク」の3つの機能を連携し、幅広くサービス提供することで取引先の課題解決を支援している。
経済産業省関東経済産業局所管のシステムインテグレータ登録制度（SI・SO制度）に登録している。また、特定システムオペレーション企業等認定制度に認定されている。

## 沿革
参照：

### 1970年代
- 1971年（昭和46年）- 米国大手の総合電機メーカーのGeneral Electric Company（GE社）との技術提携。前身となるタイムシェアリング・サービス局（電通TSS局）が始まる。メンバーは12名[2]。
- 1972年（昭和47年）4月 - 日本で民間企業初の商用タイムシェアリングサービス「電通TSS」を提供開始。
- 1975年（昭和50年）12月11日 - 電通（初代、現：電通グループ）とGE社との合弁により、東京都中央区に株式会社電通国際情報サービスを設立。

### 1980年代
- 1982年（昭和57年）9月 - Structural Dynamics Research Corporation（米国。現：Siemens Product Lifecycle Management Software Inc.）との業務提携。同社のCAEソフトウェアの販売を開始。
- 1986年（昭和61年）5月 - 郵政省（当時）に一般第二種電気通信事業者として届出。
- 1986年（昭和61年）11月 - ロンドン支店を開設（1991年1月付で廃止）。
- 1987年（昭和62年）3月 - 米国法人として、ISI-Dentsu of America, Inc.（現：DENTSU SOKEN USA, INC.）を設立。
- 1988年（昭和63年）11月 - 東京都中野区に本社移転。
- 1988年（昭和63年）12月 - 通商産業省（当時）にシステムインテグレータとして登録・認定。
- 1989年（平成元年）2月 - 電通の社内情報システムについて、システム開発・運用業務の継続受注を開始。
- 1989年（平成元年）10月 - 香港支店を開設（翌1990年8月付で廃止）。

### 1990年代
- 1990年（平成2年）8月 - 香港法人として、ISI-Dentsu of Asia, Ltd.（現：DENTSU SOKEN HONG KONG LIMITED）を設立。
- 1991年（平成3年）1月 - ロンドンにヨーロッパ法人として、ISI-Dentsu of Europe, Ltd.（現：DENTSU SOKEN UK, LTD.）を設立。
- 1991年（平成3年）2月 - 連結子会社として、電通国際システムを設立。
- 1992年（平成4年）4月 - シンガポール法人として、ISI-Dentsu Singapore Pte. Ltd.（現：DENTSU SOKEN SINGAPORE PTE. LTD.）を設立。
- 1997年（平成9年）7月 - 連結子会社の電通国際システムを吸収合併。

### 2000年代
- 2000年（平成12年）3月 - 通商産業省（当時）より特定システムオペレーション企業として認定。
- 2000年（平成12年）11月 - 東証第一部市場に株式上場。資本金を81億8,050万円に増資。
- 2001年（平成13年）3月 - キスコソリューション（後のブレイニーワークス）を買収。
- 2001年（平成13年）6月 - International TechneGroup Inc.（米国）との合弁会社として、アイティアイディコンサルティング（後のアイティアイディ）を設立。
- 2001年（平成13年）9月 - 経調（後のISIDインターテクノロジー。現：電通総研IT）を買収。
- 2002年（平成14年）3月 - エスアイアイディ（後のISIDテクノソリューションズ）を買収。
- 2002年（平成14年）4月 - 連結子会社として、アイエスアイディ・ホライズンを設立。
- 2002年（平成14年）5月 - 上海市法人として、上海電通信息服務有限公司（現：電通総研(上海)信息諮詢有限公司）を設立。
- 2002年（平成14年）7月 - 連結子会社として、アイエスアイディ・フェアネスを設立。
- 2004年（平成16年）5月 - 東京都港区に本社移転。
- 2004年（平成16年）8月 - 連結子会社のアイエスアイティ・ホライズンを吸収合併。
- 2005年（平成17年）11月 - タイ法人として、ISID South East Asia (Thailand) Co., Ltd.（現：DENTSU SOKEN (THAILAND) LIMITED）を設立。
- 2006年（平成18年）3月 - エステックを買収[7]。
- 2009年（平成21年）3月 - 連結子会社として、ISIDアドバンストアウトソーシング（後のISID-AO。現：電通総研セキュアソリューション）を設立。
- 2009年（平成21年）10月 - 子会社のブレイニーワークスおよびISIDテクノソリューションズを吸収合併。
- 2009年（平成21年）10月 - ISIDアシスト（現：電通総研アシスト）を子会社化。

### 2010年代
- 2011年（平成23年）7月 - クウジットの第三者割当増資を引受け[8]。
- 2013年（平成25年）2月 - 連結子会社として、ISIDビジネスコンサルティングを設立。
- 2013年（平成25年）4月 - インドネシア法人として、PT. ISID Indonesia（現：PT. DENTSU SOKEN INDONESIA）を設立。
- 2014年（平成26年）7月1日 - 連結子会社、ISIDエンジニアリングの営業開始[9]。
- 2018年（平成30年）6月 - フラウンホーファー研究機構（ドイツ）との合弁会社として、Two Pillars GmbHを設立[10]。
- 2019年（平成31年）3月 - FAプロダクツの第三者割当増資を引受け、関連会社化[11]。
- 2019年（平成31年）4月 - PT. Ebiz Cipta Solusi（インドネシア）を買収。
- 2019年（令和元年）5月 - スマートホールディングスとの資本業務提携[12]。
- 2019年（令和元年）7月 - 大手デベロッパーの三菱地所との合弁会社として、FINOLABを設立[13]。
- 2019年（令和元年）7月 - セブン銀行（セブン&アイHD系）との合弁会社として、ACSiONを設立[14]。

### 2020年代
- 2020年（令和2年）1月 - 連結子会社として、ISIDブライト（現：電通総研ブライト）を設立[15]。
- 2020年（令和2年）2月 - 親会社である電通グループとの合弁会社として、Dentsu Innovation Studio Inc.を設立[16]。
- 2021年（令和3年）9月 - インドネシア法人のPT. ISID Indonesiaが、PT. Ebiz Cipta Solusiを吸収合併[17]。
- 2022年（令和4年）1月1日 - 連結子会社のISIDエンジニアリングを吸収合併[18]。
- 2022年（令和4年）4月 - 東京証券取引所の市場再編に伴い、プライム市場に移行。
- 2023年（令和5年）3月 - 監査等委員会設置会社に移行。
- 2023年（令和5年）12月1日 - 連結子会社のアイエスアイディ・フェアネスを吸収合併[19]。
- 2024年（令和6年）1月1日 - グループ再編を実施[20][21]。

| ① 連結子会社のITID、ISIDビジネスコンサルティングを吸収合併。 ③ 株式会社電通総研（DENTSU SOKEN INC.）に商号変更。 |  | ② 親会社の電通グループの社内シンクタンクの「電通総研」を吸収。 ④ グループ会社も「電通総研」又は「DENTSU SOKEN」を冠した商号に変更。 |

- 2024年（令和6年）4月26日 - UI・UXデザイン会社のミツエーリンクスの全株式を取得[22]。
- 2025年（令和7年）3月25日 - 翌2026年1月1日をめどに、IT系子会社の電通総研セキュアソリューションと電通総研ITの合併により電通総研テクノロジーを設立する旨を発表[23]。

### 電通総研（旧法人）
- 1987年（昭和62年）- 株式会社電通総研設立[24]
- 1999年（平成11年）- 電通（初代、現：電通グループ）へ吸収合併
- 2004年（平成6年）- 株式会社電通総研として再独立
- 2008年（平成20年）- 電通（初代）へ再度吸収合併[25]
- 2019年（平成31年/令和元年）- 「クオリティ・オブ・ソサエティ」をテーマに活動開始

## 支社
- 関西支社 - 大阪市北区堂島浜2-2-28　堂島アクシスビル内
- 中部支社 - 名古屋市中区栄4-2-29　名古屋広小路プレイス内
- 豊田支社 - 愛知県豊田市山之手5-121　GA豊田ビル内
- 広島支社 - 広島市南区段原南1-3-53　広島イーストビル内

## グループ会社

### 国内
| - 株式会社電通総研IT - 株式会社エステック - 株式会社電通総研アシスト |  | - 株式会社電通総研セキュアソリューション - 株式会社ミツエーリンクス - 株式会社電通総研ブライト |

### 国外
| - DENTSU SOKEN UK, LTD. - DENTSU SOKEN HONG KONG LIMITED - 電通総研(上海)信息諮詢有限公司 - PT. DENTSU SOKEN INDONESIA |  | - DENTSU SOKEN USA, INC. - DENTSU SOKEN (THAILAND) LIMITED - DENTSU SOKEN SINGAPORE PTE. LTD. - Two Pillars GmbH |

### 関連会社
| - クウジット株式会社（33.3%） - 株式会社FINOLAB（49.0%） - スマートホールディングス株式会社（19.0%） |  | - 株式会社FAプロダクツ（20.0%） - 株式会社ACSiON（38.8%） - Dentsu Innovation Studio Inc.（49.0%） |

## 主な関係者
- 天谷直弘（初代所長/元社長、元通商産業審議官)
- 福川伸次（2代所長/元社長、元通商産業事務次官）
- 岡田芳郎（元常任監査役、元電通コーポレート・アイデンティティ室長）
- 岡本行夫（元客員研究員、元外務省官僚）